# Exposición

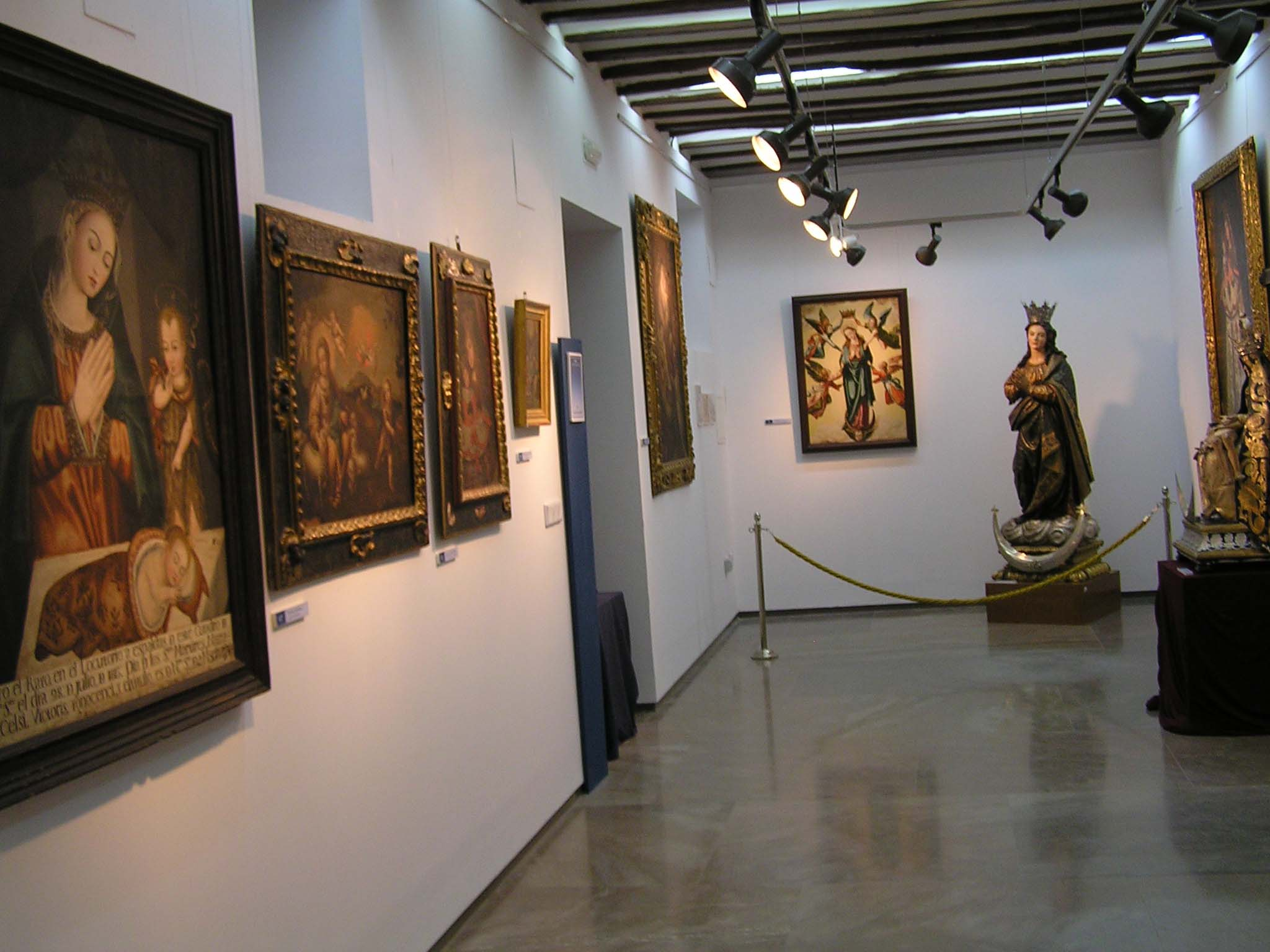
Exposición sobre La Virgen, en Alcalá la Real, Jaén, España.

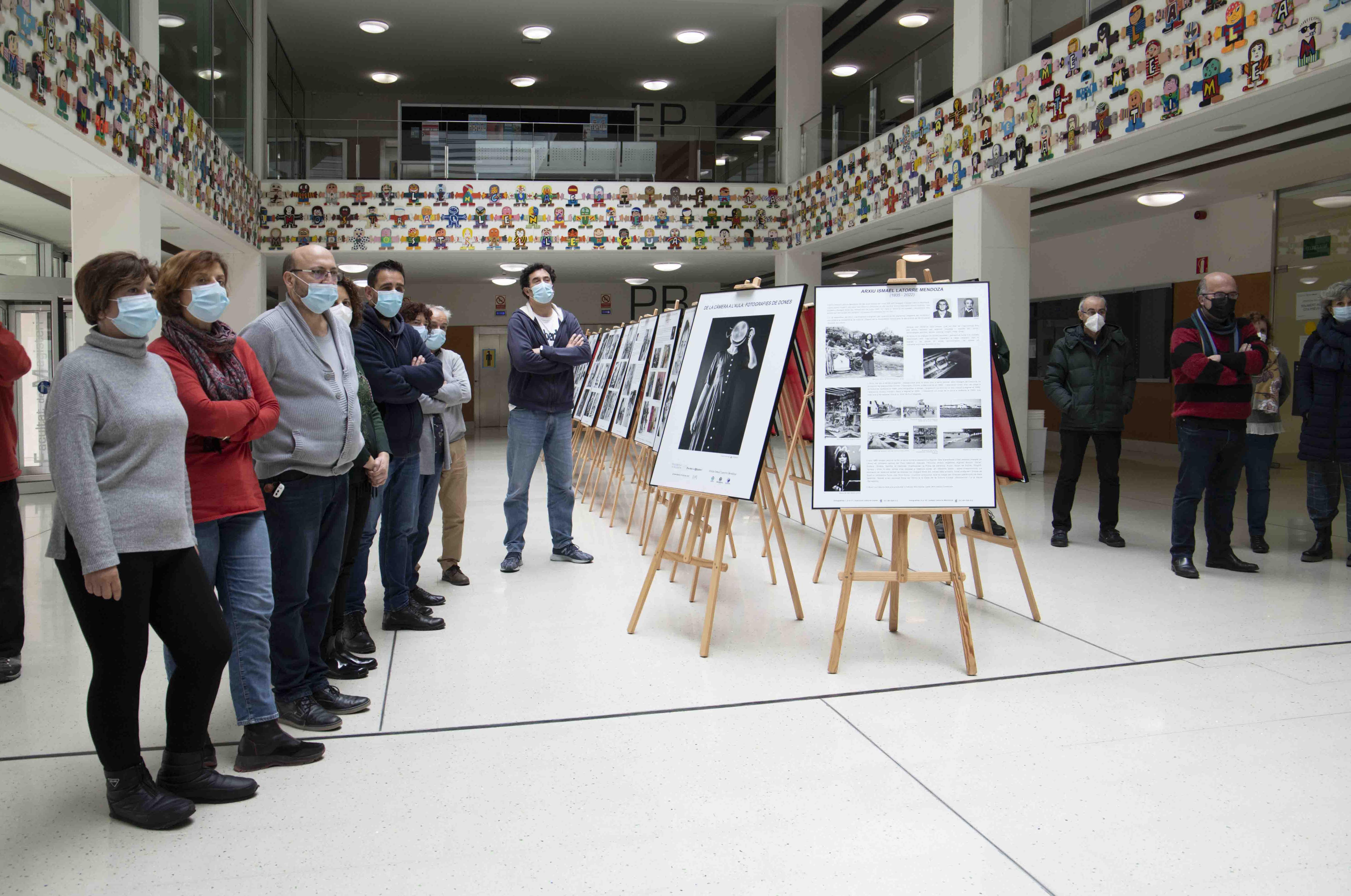
Exposición de fotografías de Wikimedia Commons en la Universidad de Valencia, 2022

Una exposición es una convocatoria pública, en la que se exhiben colecciones de objetos de diversa temática (tales como: obras de arte, hallazgos arqueológicos, instrumentos de diversa índole, maquetas de experimentos científicos, maquetas varias, temas de debate, etc.), que gozan de interés de un determinado segmento cívico, militar o bien de una gran parte de la población (interés general, masivo o popular). Una exposición permanente, organizada y estructurada, generalmente histórica o costumbrista, constituye una institución llamada museo.
Las exposiciones se presentan preparadas al enfrentarse a ellas así dirás con toda la seguridad el tema a exponer. La calificación de las exposiciones puede admitir tantas variantes como criterios  técnicos  que puedan aplicarse para destacar las características y usos de este medio de documentación específico del museo que encarna al propio tiempo su personalidad y su misión. Y por el que públicamente se le juzgará. En un sentido histórico y de acuerdo con su desarrollo sociocultural, se pueden comprobar inicialmente 
- Simbólica, con una finalidad de glorificación religiosa y política, unida especialmente en casi todas las civilizaciones y culturas al valor obtenido de los objetos.
- Comercial, vinculada al valor de la mercadería.
- Documental, íntimamente ligada al valor informativo o científico de los objetos, utilizando no solo por los museos de carácter científico o técnico, y los eco-museos, sino también por todos aquellos organismos e instituciones que desarrollan sus actividades por medio de exposiciones para la difusión de conocimientos.
- Estética, inherente al valor artístico de las obras y objetos para crear una experiencia completa por medio de los sentidos.

Son una de las funciones generales de la exposición, de acuerdo con una evolución de las relaciones entre contenedor y contenido y tipologías expositivas propiamente dichas se clasifican en dos grandes marcos, según un criterio espacio-temporal, las  exposiciones permanentes y las exposiciones temporales subdivididos en exposiciones itinerantes, exposiciones móviles y portátiles.
Según la naturaleza o cualidad material de lo expuesto, las exposiciones pueden ser de objetos originales o de reproducciones, virtuales y mixtas. Según las características  formales de su enfoque y organización de los elementos expositivos, sistemática, si atiende a criterios o a una metodología de desarrollo preestablecidos de acuerdo con los fines propios que se persiguen en esa muestra y ecológica, si se propone dar una visión global y ambiental del mensaje o contenido de la exposición relacionándola con el hábitat, integrando en ella todos los elementos expresivos y definitorios de su propuesta.
Según la disposición intencional del mensaje: de desarrollo temático, cuando se intenta reflejar una cierta panorámica comprensiva de los contenidos; de tesis, cuando se apuesta por una posición o enfoque personal del mensaje y los modos conceptuales y museográficos con que transmitirlos; exposición contextualizada cercana a su planteamiento a la ecológica, pero especialmente enfocada a centrar el mensaje y el hilo conductor en una interrelación de valores, para que el discurso, la narración o la historia de la exposición aparezcan lo más claros posibles.
Según la extensión o densidad de los contenidos: general o generalista, amplias visiones o panorámicas de objetos y contenidos; monográfica, reducida a un solo campo o criterio selectivo determinado; polivalente, permite diversos niveles de lectura, según diferentes mentalidades, formación, edad, etc. y especial cuyo objetivo es una visión muy particularizada, y una demostración de medios y conformación técnica y escenográfica muy especiales.
Según las categorías o caracteres desde la perspectiva del público receptor, pueden calificarse como didácticas; dirigidas a la transmisión de información, su objetivo es instruir y educar, fomentando en el espectador un proceso de aprendizaje de reflexión con un estímulo intelectual muy importante; emotivas, están diseñadas y producidas con la intención de provocar una reacción emotiva en el espectador; o de entretenimiento que simplemente ofrecen diversión y entretenimiento.
Las clasificadas como interactivas son las exposiciones que pueden modificar su presentación según la percepción que el diseñador tenga de la respuesta del espectador; las reactivas, son las que automáticamente se ponen en marcha delante del visitante; las dinámicas son las animadas por medios mecánicos u otros similares; las temáticas, parten de una línea argumental y recurren a los objetos para ilustrar el tema y por último, las participativas que son las que buscan involucrar al visitante a través del sentido del tacto. La exposición se tiene que utilizar los elementos discursivos

## Exposición científica
Utiliza un lenguaje caracterizado por ser claro, objetivo y universal (usa tecnicismos, símbolos y fórmulas semejantes en todas las lenguas). Cuando se escribe para un público no especializado, se llama divulgación científica o natural. Puede ser de forma oral o escrita. Puede ser una técnica que se utiliza para tratar un tema con mejor claridad.
Las clasificadas como interactivas son las exposiciones que pueden modificar su presentación según la percepción que el diseñador tenga de la respuesta del espectador; las reactivas, son las que automáticamente se ponen en marcha delante del visitante; las dinámicas son las animadas por medios mecánicos u otros similares; las temáticas, parten de una línea argumental y recurren a los objetos para ilustrar el tema y por último, las participativas que son las que buscan involucrar al visitante a través del sentido del tacto. La exposición se tiene que utilizar los elementos discursivos

## Técnicas de la exposición
1. Elección de un tema de interés: se adapta el tema a la edad e intereses de los oyentes. El título será atractivo.
2. Documentación: recoger información sobre el tema elegido y conocer muy bien el tema a tratar. No se puede explicar algo que se desconoce.
3. Organizar la exposición: la información sin orden no sirve. Hay que ordenarla y sacar lo importante.
4. Saber qué es lo que va a decir: hay que seguir un orden lógico: de lo sencillo a lo complicado, de lo menos interesante a lo más interesante. Las ideas deben estar relacionadas unas con otras para que se puedan comprender.
5. Desarrollo:

- Si es oral siguiendo las normas: entonación, gestos, vocabulario, etc.
- Si es escrita: buena presentación, sin faltas de ortografía
- Incluir gráficos o imágenes para mayor comprensión de la audiencia
- Incluir videos relativos al tema